# 球根阿魏
球根阿魏（学名：Ferula karelinii）是伞形科阿魏属的植物。分布在伊朗、巴基斯坦、俄罗斯以及中国大陆的新疆等地，常生长在沙漠中的沙地上，目前尚未由人工引种栽培。

## 异名
- Schumannia turcomanica O. Kuntze.